# Estádio Nacional de Chiazi
Das Estádio Nacional de Chiazi ist ein Fußballstadion in der angolanischen Stadt Cabinda in der gleichnamigen Provinz. Der Futebol Clube de Cabinda trägt in der Anlage seine Heimspiele aus.

## Geschichte
Die Bauarbeiten begannen im März 2008 und die Eröffnung fand am 30. Dezember 2009 statt. Es wurde für die Fußball-Afrikameisterschaft 2010 erbaut. Der Bau des Stadions kostete 85 Mio. US-Dollar und wurde von der chinesischen Baufirma China Jiangsu International Group durchgeführt. Die Arena umfasst 20.000 Sitzplätze und ist des Weiteren mit V.I.P.-Logen mit 204 Plätzen, einer Pressetribüne mit 104 Plätzen, 68 behindertengerechten Plätzen, zwei großen Videowänden und ca. 2.000 Parkplätzen ausgestattet. Die Ränge der Sportstätte sind komplett überdacht.

## Spiele der Fußball-Afrikameisterschaft 2010 in Cabinda
Die Spiele der Togoische Fußballnationalmannschaft fanden nicht statt. Das Team reiste nach einem Terroranschlag zwei Tage vor dem Turnier ab.
Gruppenspiele:
- 11. Januar 2010:  Elfenbeinküste –  Burkina Faso 0:0
- 11. Januar 2010:  Ghana –  Togo
- 15. Januar 2010:  Burkina Faso –  Togo
- 15. Januar 2010:  Elfenbeinküste –  Ghana 3:1 (1:0)
- 18. Januar 2010:  Mali –  Malawi 3:1 (2:0)
- 19. Januar 2010:  Elfenbeinküste –  Togo

Viertelfinale:
- 24. Januar 2010:  Elfenbeinküste –  Algerien 2:3 n. V. (2:2, 1:1)